# Бжиский, Томаш
То́маш Бжи́ский (пол. Tomasz Brzyski; 10 января 1982, Люблин, Польша) — польский футболист, защитник клуба «Мотор» (Люблин). Выступал в сборной Польши.

## Клубная карьера
Томаш начинал свою футбольную карьеру в клубе «Люблинянка», выступавшем в 4 футбольном дивизионе Польши. В 2003 году защитник перешёл в «Орлета Радзынь-Подляский», за который выступал до лета 2004 года.
Перед началом сезона 2004/05 присоединился к «Гурнику» из Ленчны. 21 августа 2004 года дебютировал в Экстарклассе, выйдя на замену в матче против «Полонии». Сыграв за «Гурник» только 2 матча, вторую часть сезона 2004/05 Бжиский провёл в клубе второй лиги «Радомяк Радом». за свой новый клуб защитник дебютировал 20 марта 2005 года в игре с «Гурником» из Польковице. Томаш довольно быстро стал игроком основного состава. В сезоне 2005/06, в котором клуб из Радома вылетел в Третью лигу, Бжиский провёл 38 матчей, в которых забил 2 гола.
В июле 2006 года Томаш подписал четырёхлетний контракт с клубом высшей лиги Польши, «Корона». К новому клубу защитник должен был присоединиться в январе 2007 года. Однако руководство «Короны» смогло договориться с «Радомяком», и Бжиский начал сезон 2006/07 в составе «Короны». 6 августа дебютировал за свой новый клуб в матче против плоцкой «Вислы». За сезон во всех соревнованиях Томаш провёл 25 игр, в том числе 3 матча в розыгрыше Кубка Польши, в котором кельчане дошли до финала турнира.
В январе 2008 года Бжиский перешёл в хожувский «Рух», в составе которого быстро завоевал место в стартовом составе. За 2 года принял участие в 59 матчах. 19 октября 2008 года забил свой первый мяч в Экстраклассе, открыв счёт во встрече с «Лехом» (Познань).
18 января 2010 года варшавская «Полония» официально объявила о приобретении Томаша, подписавшего трёхлетний контракт. 28 февраля 2010 года Бжиский провёл свой первый матч в футболке нового клуба. В клубе из Варшавы Томаш провёл 3 года, приняв участие в 77 играх чемпионата и забив 6 мячей.
В январе 2013 года после досрочного расторжения контракта с «Полонией» защитник присоединился к другому клубу из Варшавы, «Легия», с которым подписал двухлетнее соглашение. 26 февраля 2013 года состоялся его дебют в качестве игрока «Легии». До конца сезона принял участие в 15 встречах, выиграв чемпионат и Кубок Польши. Томаш играл в обоих финальных матчах кубка против «Шлёнска».
24 июля 2013 года защитник дебютировал в еврокубках, выйдя на замену в матче второго квалификационного этапа Лиги Чемпионов против валлийского «Нью-Сейнтс». Отметился забитым мячом в ворота лимасольского «Аполлона» в игре группового этапа Лиги Европы.
В июне 2018 года стал игроком команды «Мотор» (Люблин).

## Карьера в сборной
В декабре 2009 года выступавший за «Рух» Бжиский был вызван Францишеком Смудой в расположение национальной сборной, готовившейся к Кубку короля Таиланда. 17 января 2010 года дебютировал за сборную Польши в матче первого тура турнира против сборной Дании. Через три дня он провёл ещё один матч, выйдя на замену в игре с Таиландом.
5 ноября 2013 года новый тренер сборной Польши Адам Навалка вызвал Томаша на две товарищеские игры со сборными Словакии и Ирландии. 18 января 2014 года в товарищеской встрече со сборной Норвегии Бжиский открыл счёт в матче, который закончился победой поляков 3:0.

## Достижения
Легия
- Чемпион Польши (3): 2012/13, 2013/14, 2015/16
- Обладатель Кубка Польши (2): 2012/13, 2015/16